# Rectangle souscrit
Cette page contient des caractères spéciaux ou non latins. S’ils s’affichent mal (▯, ?, etc.), consultez la page d’aide Unicode.
Le rectangle souscrit ou carré souscrit est un signe diacritique utilisé dans l’alphabet phonétique international pour indiquer qu’une consonne est articulée avec la lame de la langue. Ce signe diacritique est adopté par l’Association phonétique internationale après la convention 1989 de Kiel.